# Heinrich Friedrich Abt
Heinrich Friedrich Abt (geb. in Kranichfeld; gest. am 12. Mai 1793 in Weimar) war ein deutscher Mediziner.

## Leben
Im März 1773 schloss Abt sein Medizinstudium mit der Promotion in Gießen ab. Abt war Hofmedikus unter Herzog Carl August in Weimar. Er wohnte nach seiner Ernennung zum Hofmedikus 1784 im Pogwisch-Haus Weimar, dem Haus auf dem Nachbargrundstück von Goethes Gartenhaus (!), zusammen mit dem Kammerpräsidenten Johann Christoph Schmidt. Am 5. Juli 1784 wurde Abt zum Hofmedikus ernannt. Durch diese Ernennung ist zumindest bekannt, das Abt zuvor in Eisenach gewesen war. Im „Weimarer Hof-Staats- und Adreß-Calender“ ist er ab 1785 zu finden. Zu den Todesumständen von 1793 macht der amerikanische Germanist W. Daniel Wilson eine interessante Mitteilung. Wilsons Meinung nach setzte er nicht auf Heilmittel und Medikamente, sondern auf „geweißte Rübe“. Zur Todeszeit gibt es eine Mitteilung an die Erben sich wegen des Abt’schen Erbes sich zu melden. Ansonsten sind die Mitteilungen über diesen Beamten sehr spärlich. Das trifft auch für Goethe zu, der im Allgemeinen sich dankbar an die ihn behandelnden Ärzte erinnerte. Dieser erwähnt Abt mit keinem Wort. Auf der Liste von Goethes Ärzten ist Abt folglich nicht zu finden. Es bestand zwischen ihnen anscheinend kein oder nur geringer Verkehr. In Goethes Briefwechsel kommt er jedenfalls nicht vor. Im Briefwechsel zwischen Carl August mit seiner Mutter Anna Amalia wurde Abt aber auch nicht oder nur kaum erwähnt, was bei seiner Stellung als Hofmedikus ungewöhnlich ist. Zum Beispiel den Hofmedikus Wilhelm Ernst Christian Huschke hingegen erwähnte man hingegen darin häufig. Allerdings vermerkt ein Nekrolog in den Weimarischen wöchentlichen Anzeigen Mai 1793, dass er für „seine Wissenschaft“ wohl geschätzt war und außer als Hofmedikus als Zucht- und Irrenhausarzt tätig war. Dem Nekrolog zufolge hatte sich Abt als Armenarzt verdient gemacht. Seine Beerdigung fand am 14. Mai 1793 statt.
Abt hinterließ außer seiner Dissertation keine weiteren literarischen Zeugnisse. Er ist nur bei weiteren Gießener Dissertationen als Opponent genannt.

## Werke
- Dissertatio inauguralis medica de febre catarrhali epidemica maligna quam pro licentia summos in arte salutari honores adipiscendi, consensu gratiosi medicorum ordinis, Gießen, Braun 1773. Volltext